# Штрафной бросок

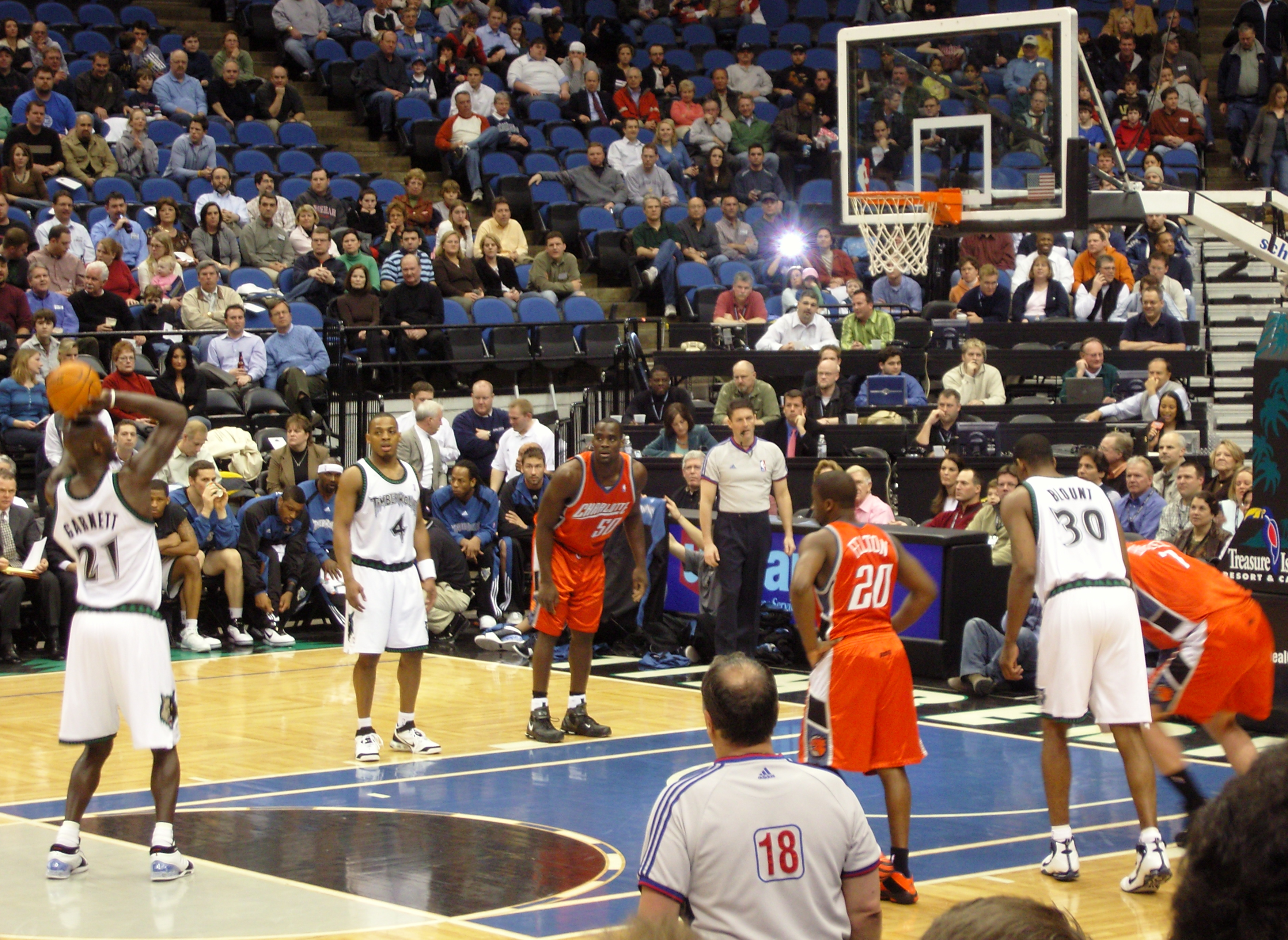
Кевин Гарнетт выполняет штрафной бросок.

Штрафной бросок (англ. free throw, по-русски — «свободный бросок») — бросок, выполняемый баскетболистом после нарушения на нём правил игроком противоположной команды. Это возможность игрока набрать одно очко броском в корзину без помех с позиции за линией штрафного броска и внутри полукруга. Штрафной бросок назначается судьёй в случае фола в момент выполнения броска или за умышленную грубость. При попадании мяча в корзину во время нарушения пробивается один раз, в других случаях — два. Исключением является только нарушение во время броска с трёхочковой позиции: здесь игроку дается три попытки в случае не забитого мяча и одна попытка, если мяч попал (засчитывается) в кольцо. Каждый из забитых мячей, при выполнении штрафного броска, оценивается в одно очко. Также штрафной бросок может быть назначен судьей в других случаях при явных нарушениях команды.
Штрафной бросок придумал Джеймс Нэйсмит одновременно с другими правилами игры в 1891 году. Первоначально расстояние от корзины до штрафной линии равнялось примерно шести метрам, но уже в 1895 году его сократили до нынешних 4,6. Наиболее успешным баскетболистом НБА по реализации штрафных бросков является член Зала славы баскетбола Рик Бэрри. За свою 14-летнюю профессиональную карьеру основные очки Бэрри приносил команде именно со штрафной линии, атакуя с процентом 90. По статистике, лучше всех в команде пробивают штрафные низкорослые игроки задней линии. Центровые, как правило, имеют сравнительно низкий процент реализации штрафных бросков. В связи с этим, команды соперника намеренно фолят, чтобы направить их на линию штрафного броска, особенно в конце игры. Это часть общей стратегии, используемой в отношении определённых центровых, которые плохо реализуют штрафные броски, например Уилт Чемберлен, Шакил О'Нил и Бен Уоллес. Такая тактика фолов, направленная на то, чтобы вернуть себе владение мячом в надежде, что игрок (как обычно) не забьёт со штрафной линии получила название Hack-a-Shaq. Тем не менее есть центровые, которые особенно хорошо реализуют штрафные броски, такие как литовец Арвидас Сабонис или его земляк Жидрунас Илгаускас, последний из которых являлся одним из немногих центровых НБА, наряду с Яо Мином, на которых возложена обязанность исполнять штрафные броски после технического фола.

## Правила

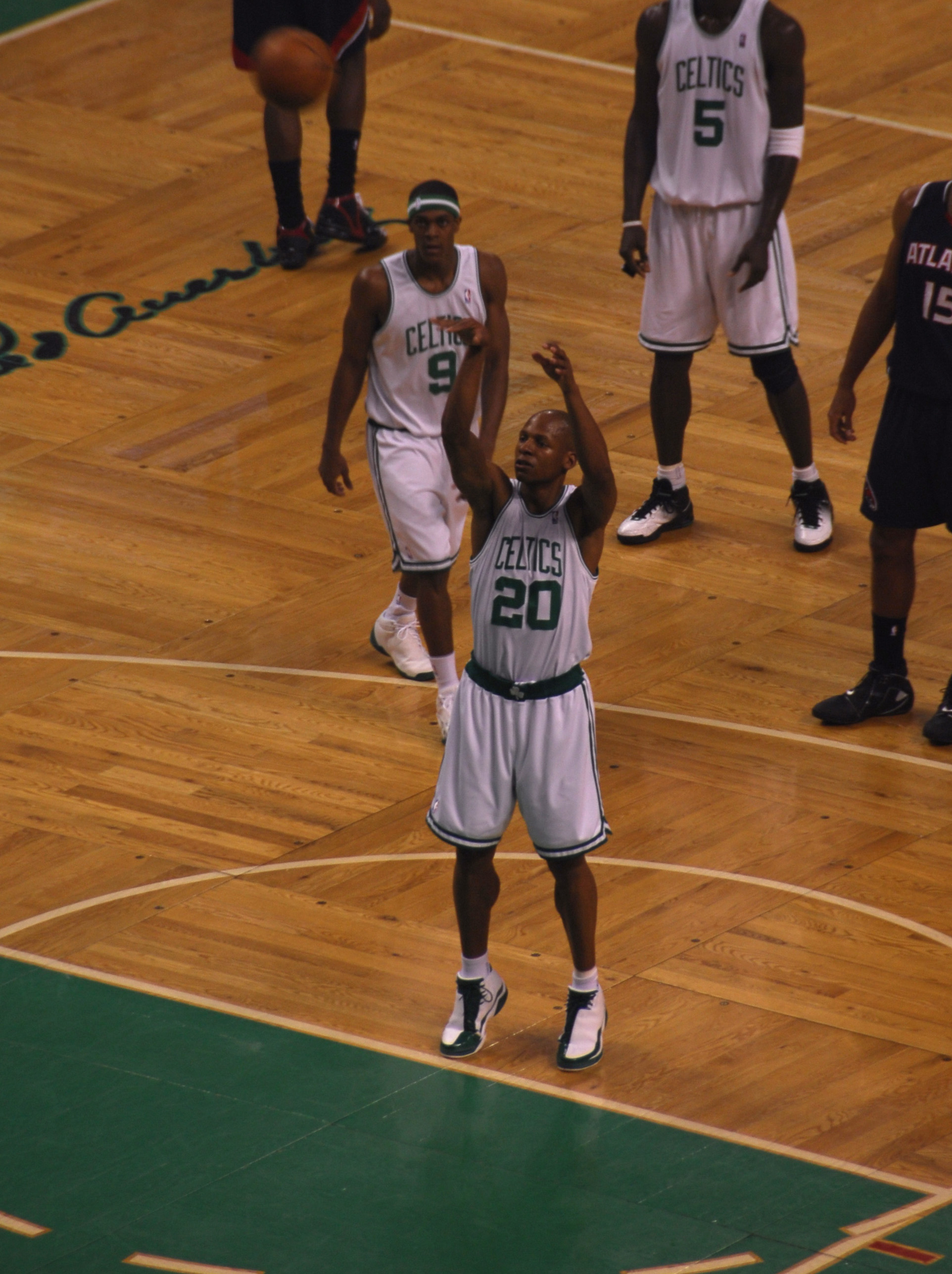
Рэй Аллен выполняет штрафной бросок.

Штрафной бросок и все действия, связанные с ним, заканчиваются, когда мяч:
- Входит непосредственно в корзину сверху, остается в ней или проходит сквозь неё.
- Не имеет больше возможности попасть в корзину непосредственно или после касания кольца.
- Правильно был сыгран игроком после того, как коснулся кольца.
- Касается пола.
- Становится мертвым.

Игрок, выполняющий штрафной бросок:
- Должен занять позицию за линией штрафного броска и внутри полукруга.
- Может использовать любой способ выполнения штрафного броска в корзину, но он должен бросать таким образом, чтобы мяч без касания пола вошёл в корзину сверху или коснулся кольца.
- Должен выпустить мяч в течение пяти секунд с того момента, когда он передан судьей в его распоряжение.
- Не должен касаться линии штрафного броска или игровой площадки за линией штрафного броска, пока мяч не войдет в корзину или не коснется кольца.
- Не должен имитировать штрафной бросок.

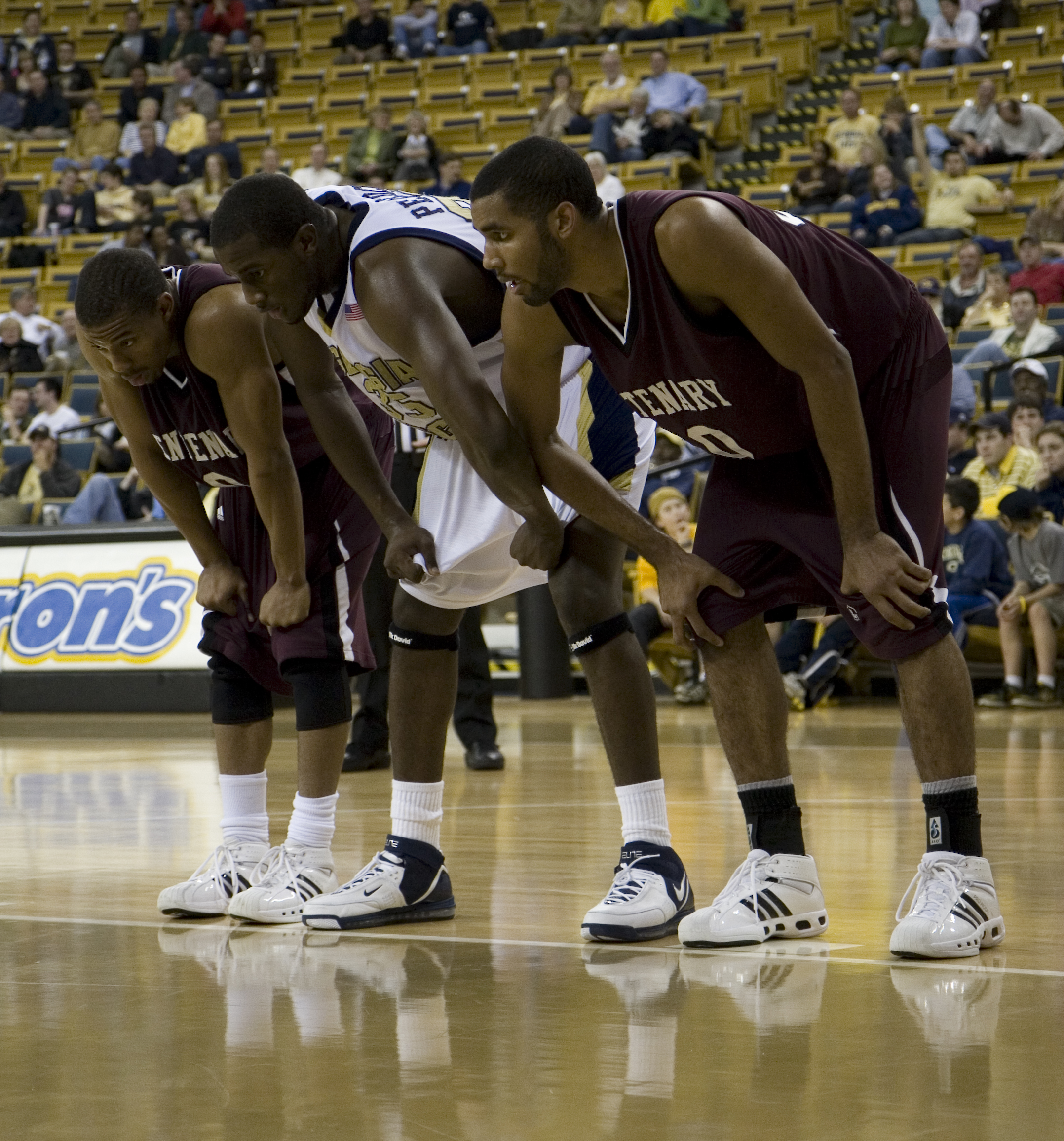
Игроки на позициях вдоль области штрафного броска.

Максимум пять игроков (3 защищающихся и 2 нападающих) могут занимать полосу вдоль области штрафного броска, глубиной в один метр. Первая позиция по обе стороны ограниченной зоны может быть занята соперниками игрока, выполняющего штрафной бросок (броски). Игроки должны занимать только те позиции, которые им определены.
Все игроки на позициях вдоль области штрафного броска не должны:
- Занимать позиции, которые им не предназначены.
- Входить в ограниченную зону, нейтральную зону или оставлять позицию до тех пор, пока мяч не сошел с руки Игрока, выполняющего штрафной бросок.
- Касаться мяча, когда он летит в корзину, до тех пор, пока он не коснется кольца или станет очевидным, что он не коснется его.
- Касаться корзины или щита, пока мяч находится в контакте с кольцом.
- Просовывать руку через корзину снизу и касаться мяча.
- Касаться мяча, корзины или щита до тех пор, пока сохраняется возможность попадания мяча в корзину во время любого штрафного броска, за которым должен последовать следующий штрафной бросок (броски).
- Оставлять свои места, как только мяч стал живым при пробитии штрафного броска, до тех пор, пока мяч не покинул руку(-и) Игрока, выполняющего штрафной бросок

## Техника выполнения штрафного броска
Существует несколько распространенных способов выполнения штрафных бросков: двумя руками снизу, двумя от груди, одной от плеча (самый распространенный способ) и другие. Вплоть до 1950-х годов его исполняли «из-под юбки» (самый простой способ). Классическим же способом — одной рукой от головы — в те годы владели далеко не многие. Сочетание сгибания ног и маха руками позволяет легко регулировать бросок, чтобы мяч при штрафном всегда пролетал одно и то же расстояние. Перед броском игроку необходимо расслабиться: опустить руки и глубоко вздохнуть, готовясь к следующему броску. Внимательно посмотреть на цель. Бросок нужно сделать спокойно, не спеша, затрачивая на него около трёх секунд. Лучшей стойкой считается такая, при которой ноги слегка согнуты в коленях, а ступни расположены на ширине плеч. Туловище и руки при броске должны тянуться к корзине. Бросок заканчивается движением кистей и пальцев. Мяч выпускается из рук в момент, когда он достигает уровня глаз игрока. Другие способы штрафных бросков: от груди, от головы и броски одной рукой — по технике выполнения мало чем отличаются от обычных бросков.

## Линия штрафного броска
Линия штрафного броска наносится параллельно каждой лицевой линии. Её дальний край находится на расстоянии 5,80 м от внутреннего края лицевой линии, длина её должна быть 3,60 м. Её середина должна находиться на воображаемой линии, соединяющей середины двух лицевых линий. Ограниченными зонами являются выделенные на площадке области, ограниченные лицевыми линиями, линиями штрафного броска и линиями, которые начинаются от лицевых линий. Их внешние края находятся на расстоянии 3 м от середины лицевых линий и заканчиваются на внешнем крае линий штрафного броска. Эти линии, исключая лицевые линии, являются частью ограниченной зоны. Ограниченные зоны могут быть выкрашены в другой цвет, но они должны быть одного цвета с центральным кругом. Области штрафного броска представляют собой ограниченные зоны, расширенные в сторону игровой площадки полукругами с радиусом 1,80 м, центры которых расположены на середине линий штрафного броска. Такие же полукруги должны быть нанесены пунктирными линиями внутри ограниченных зон.

## Штрафные броски (НБА)[3][4]
|  |  |  |  |                               |                               |                               |                               |                                 |                                 |                                 |                                 |                                 |                                 |                             |                             |                               |                               |                                    |                                    | Фол                                |                                    |                                    |                                    |                 |                 |                                    |                                    |                                    |                                    |                                    |                                    |                             |                             |                                               |                                               |                                                       |                                                       |                                                       |                                                       |                                                       |                                                       |                                              |                                              |                                               |                                               |                                                            |                                                            |                                                            |                                                            |                                                            |                                                            |  |  |  |  |  |  |  |  |  |  |  |  |  |  |  |  |  |  |  |  |  |  |
|  |  |  |  |                               |                               |                               |                               |                                 |                                 |                                 |                                 |                                 |                                 |                             |                             |                               |                               |                                    |                                    |                                    |                                    |                                    |                                    |                 |                 |                                    |                                    |                                    |                                    |                                    |                                    |                             |                             |                                               |                                               |                                                       |                                                       |                                                       |                                                       |                                                       |                                                       |                                              |                                              |                                               |                                               |                                                            |                                                            |                                                            |                                                            |                                                            |                                                            |  |  |  |  |  |  |  |  |  |  |  |  |  |  |  |  |  |  |  |  |  |  |
|  |  |  |  |                               |                               |                               |                               |                                 |                                 |                                 |                                 |                                 |                                 |                             |                             |                               |                               |                                    |                                    |                                    |                                    |                                    |                                    |                 |                 |                                    |                                    |                                    |                                    |                                    |                                    |                             |                             |                                               |                                               |                                                       |                                                       |                                                       |                                                       |                                                       |                                                       |                                              |                                              |                                               |                                               |                                                            |                                                            |                                                            |                                                            |                                                            |                                                            |  |  |  |  |  |  |  |  |  |  |  |  |  |  |  |  |  |  |  |  |  |  |
|  |  |  |  |                               |                               |                               |                               |                                 |                                 |                                 |                                 |                                 |                                 |                             |                             | Технический 1 Штрафной бросок | Технический 1 Штрафной бросок | Технический 1 Штрафной бросок      | Технический 1 Штрафной бросок      | Технический 1 Штрафной бросок      | Технический 1 Штрафной бросок      |                                    |                                    |                 |                 |                                    |                                    | Персональный                       | Персональный                       | Персональный                       | Персональный                       | Персональный                | Персональный                |                                               |                                               |                                                       |                                                       |                                                       |                                                       |                                                       |                                                       |                                              |                                              |                                               |                                               |                                                            |                                                            |                                                            |                                                            |                                                            |                                                            |  |  |  |  |  |  |  |  |  |  |  |  |  |  |  |  |  |  |  |  |  |  |
|  |  |  |  |                               |                               |                               |                               |                                 |                                 |                                 |                                 |                                 |                                 |                             |                             | Технический 1 Штрафной бросок | Технический 1 Штрафной бросок | Технический 1 Штрафной бросок      | Технический 1 Штрафной бросок      | Технический 1 Штрафной бросок      | Технический 1 Штрафной бросок      |                                    |                                    |                 |                 |                                    |                                    | Персональный                       | Персональный                       | Персональный                       | Персональный                       | Персональный                | Персональный                |                                               |                                               |                                                       |                                                       |                                                       |                                                       |                                                       |                                                       |                                              |                                              |                                               |                                               |                                                            |                                                            |                                                            |                                                            |                                                            |                                                            |  |  |  |  |  |  |  |  |  |  |  |  |  |  |  |  |  |  |  |  |  |  |
|  |  |  |  |                               |                               |                               |                               |                                 |                                 |                                 |                                 |                                 |                                 |                             |                             |                               |                               |                                    |                                    |                                    |                                    |                                    |                                    |                 |                 |                                    |                                    |                                    |                                    |                                    |                                    |                             |                             |                                               |                                               |                                                       |                                                       |                                                       |                                                       |                                                       |                                                       |                                              |                                              |                                               |                                               |                                                            |                                                            |                                                            |                                                            |                                                            |                                                            |  |  |  |  |  |  |  |  |  |  |  |  |  |  |  |  |  |  |  |  |  |  |
|  |  |  |  | В нападении Потеря владения 3 | В нападении Потеря владения 3 | В нападении Потеря владения 3 | В нападении Потеря владения 3 | В нападении Потеря владения 3   | В нападении Потеря владения 3   |                                 |                                 | Потеря мяча                     | Потеря мяча                     | Потеря мяча                 | Потеря мяча                 | Потеря мяча                   | Потеря мяча                   |                                    |                                    |                                    |                                    |                                    |                                    |                 |                 |                                    |                                    | В защите                           | В защите                           | В защите                           | В защите                           | В защите                    | В защите                    |                                               |                                               | Свободный путь к корзине 2 штрафных броска и владение | Свободный путь к корзине 2 штрафных броска и владение | Свободный путь к корзине 2 штрафных броска и владение | Свободный путь к корзине 2 штрафных броска и владение | Свободный путь к корзине 2 штрафных броска и владение | Свободный путь к корзине 2 штрафных броска и владение |                                              |                                              | Неспортивный фол 2 Штрафных броска и владение | Неспортивный фол 2 Штрафных броска и владение | Неспортивный фол 2 Штрафных броска и владение              | Неспортивный фол 2 Штрафных броска и владение              | Неспортивный фол 2 Штрафных броска и владение              | Неспортивный фол 2 Штрафных броска и владение              |                                                            |                                                            |  |  |  |  |  |  |  |  |  |  |  |  |  |  |  |  |  |  |  |  |  |  |
|  |  |  |  | В нападении Потеря владения 3 | В нападении Потеря владения 3 | В нападении Потеря владения 3 | В нападении Потеря владения 3 | В нападении Потеря владения 3   | В нападении Потеря владения 3   |                                 |                                 | Потеря мяча                     | Потеря мяча                     | Потеря мяча                 | Потеря мяча                 | Потеря мяча                   | Потеря мяча                   |                                    |                                    |                                    |                                    |                                    |                                    |                 |                 |                                    |                                    | В защите                           | В защите                           | В защите                           | В защите                           | В защите                    | В защите                    |                                               |                                               | Свободный путь к корзине 2 штрафных броска и владение | Свободный путь к корзине 2 штрафных броска и владение | Свободный путь к корзине 2 штрафных броска и владение | Свободный путь к корзине 2 штрафных броска и владение | Свободный путь к корзине 2 штрафных броска и владение | Свободный путь к корзине 2 штрафных броска и владение |                                              |                                              | Неспортивный фол 2 Штрафных броска и владение | Неспортивный фол 2 Штрафных броска и владение | Неспортивный фол 2 Штрафных броска и владение              | Неспортивный фол 2 Штрафных броска и владение              | Неспортивный фол 2 Штрафных броска и владение              | Неспортивный фол 2 Штрафных броска и владение              |                                                            |                                                            |  |  |  |  |  |  |  |  |  |  |  |  |  |  |  |  |  |  |  |  |  |  |
|  |  |  |  |                               |                               |                               |                               |                                 |                                 |                                 |                                 |                                 |                                 |                             |                             |                               |                               |                                    |                                    |                                    |                                    |                                    |                                    |                 |                 |                                    |                                    |                                    |                                    |                                    |                                    |                             |                             |                                               |                                               |                                                       |                                                       |                                                       |                                                       |                                                       |                                                       |                                              |                                              |                                               |                                               |                                                            |                                                            |                                                            |                                                            |                                                            |                                                            |  |  |  |  |  |  |  |  |  |  |  |  |  |  |  |  |  |  |  |  |  |  |
|  |  |  |  |                               |                               |                               |                               | Без нарушения1 Потеря владения3 | Без нарушения1 Потеря владения3 | Без нарушения1 Потеря владения3 | Без нарушения1 Потеря владения3 | Без нарушения1 Потеря владения3 | Без нарушения1 Потеря владения3 |                             |                             | Нарушение1 2 Штрафных броска  | Нарушение1 2 Штрафных броска  | Нарушение1 2 Штрафных броска       | Нарушение1 2 Штрафных броска       | Нарушение1 2 Штрафных броска       | Нарушение1 2 Штрафных броска       |                                    |                                    | Во время броска | Во время броска | Во время броска                    | Во время броска                    | Во время броска                    | Во время броска                    |                                    |                                    | Вне броска                  | Вне броска                  | Вне броска                                    | Вне броска                                    | Вне броска                                            | Вне броска                                            |                                                       |                                                       |                                                       |                                                       |                                              |                                              |                                               |                                               |                                                            |                                                            |                                                            |                                                            |                                                            |                                                            |  |  |  |  |  |  |  |  |  |  |  |  |  |  |  |  |  |  |  |  |  |  |
|  |  |  |  |                               |                               |                               |                               | Без нарушения1 Потеря владения3 | Без нарушения1 Потеря владения3 | Без нарушения1 Потеря владения3 | Без нарушения1 Потеря владения3 | Без нарушения1 Потеря владения3 | Без нарушения1 Потеря владения3 |                             |                             | Нарушение1 2 Штрафных броска  | Нарушение1 2 Штрафных броска  | Нарушение1 2 Штрафных броска       | Нарушение1 2 Штрафных броска       | Нарушение1 2 Штрафных броска       | Нарушение1 2 Штрафных броска       |                                    |                                    | Во время броска | Во время броска | Во время броска                    | Во время броска                    | Во время броска                    | Во время броска                    |                                    |                                    | Вне броска                  | Вне броска                  | Вне броска                                    | Вне броска                                    | Вне броска                                            | Вне броска                                            |                                                       |                                                       |                                                       |                                                       |                                              |                                              |                                               |                                               |                                                            |                                                            |                                                            |                                                            |                                                            |                                                            |  |  |  |  |  |  |  |  |  |  |  |  |  |  |  |  |  |  |  |  |  |  |
|  |  |  |  |                               |                               |                               |                               |                                 |                                 |                                 |                                 |                                 |                                 |                             |                             |                               |                               |                                    |                                    |                                    |                                    |                                    |                                    |                 |                 |                                    |                                    |                                    |                                    |                                    |                                    |                             |                             |                                               |                                               |                                                       |                                                       |                                                       |                                                       |                                                       |                                                       |                                              |                                              |                                               |                                               |                                                            |                                                            |                                                            |                                                            |                                                            |                                                            |  |  |  |  |  |  |  |  |  |  |  |  |  |  |  |  |  |  |  |  |  |  |
|  |  |  |  |                               |                               |                               |                               |                                 |                                 |                                 |                                 |                                 |                                 | Попадание 1 штрафной бросок | Попадание 1 штрафной бросок | Попадание 1 штрафной бросок   | Попадание 1 штрафной бросок   | Попадание 1 штрафной бросок        | Попадание 1 штрафной бросок        |                                    |                                    | Нет попадания                      | Нет попадания                      | Нет попадания   | Нет попадания   | Нет попадания                      | Нет попадания                      |                                    |                                    | Нет нарушения1 Вбрасывание2        | Нет нарушения1 Вбрасывание2        | Нет нарушения1 Вбрасывание2 | Нет нарушения1 Вбрасывание2 | Нет нарушения1 Вбрасывание2                   | Нет нарушения1 Вбрасывание2                   |                                                       |                                                       | Нарушение1                                            | Нарушение1                                            | Нарушение1                                            | Нарушение1                                            | Нарушение1                                   | Нарушение1                                   |                                               |                                               |                                                            |                                                            |                                                            |                                                            |                                                            |                                                            |  |  |  |  |  |  |  |  |  |  |  |  |  |  |  |  |  |  |  |  |  |  |
|  |  |  |  |                               |                               |                               |                               |                                 |                                 |                                 |                                 |                                 |                                 | Попадание 1 штрафной бросок | Попадание 1 штрафной бросок | Попадание 1 штрафной бросок   | Попадание 1 штрафной бросок   | Попадание 1 штрафной бросок        | Попадание 1 штрафной бросок        |                                    |                                    | Нет попадания                      | Нет попадания                      | Нет попадания   | Нет попадания   | Нет попадания                      | Нет попадания                      |                                    |                                    | Нет нарушения1 Вбрасывание2        | Нет нарушения1 Вбрасывание2        | Нет нарушения1 Вбрасывание2 | Нет нарушения1 Вбрасывание2 | Нет нарушения1 Вбрасывание2                   | Нет нарушения1 Вбрасывание2                   |                                                       |                                                       | Нарушение1                                            | Нарушение1                                            | Нарушение1                                            | Нарушение1                                            | Нарушение1                                   | Нарушение1                                   |                                               |                                               |                                                            |                                                            |                                                            |                                                            |                                                            |                                                            |  |  |  |  |  |  |  |  |  |  |  |  |  |  |  |  |  |  |  |  |  |  |
|  |  |  |  |                               |                               |                               |                               |                                 |                                 |                                 |                                 |                                 |                                 |                             |                             |                               |                               |                                    |                                    |                                    |                                    |                                    |                                    |                 |                 |                                    |                                    |                                    |                                    |                                    |                                    |                             |                             |                                               |                                               |                                                       |                                                       |                                                       |                                                       |                                                       |                                                       |                                              |                                              |                                               |                                               |                                                            |                                                            |                                                            |                                                            |                                                            |                                                            |  |  |  |  |  |  |  |  |  |  |  |  |  |  |  |  |  |  |  |  |  |  |
|  |  |  |  |                               |                               |                               |                               |                                 |                                 |                                 |                                 |                                 |                                 |                             |                             |                               |                               | 2-очковый бросок 2 штрафных броска | 2-очковый бросок 2 штрафных броска | 2-очковый бросок 2 штрафных броска | 2-очковый бросок 2 штрафных броска | 2-очковый бросок 2 штрафных броска | 2-очковый бросок 2 штрафных броска |                 |                 | 3-очковый бросок 3 штрафных броска | 3-очковый бросок 3 штрафных броска | 3-очковый бросок 3 штрафных броска | 3-очковый бросок 3 штрафных броска | 3-очковый бросок 3 штрафных броска | 3-очковый бросок 3 штрафных броска |                             |                             | Не в последние 2 мин. игры: 2 штрафных броска | Не в последние 2 мин. игры: 2 штрафных броска | Не в последние 2 мин. игры: 2 штрафных броска         | Не в последние 2 мин. игры: 2 штрафных броска         | Не в последние 2 мин. игры: 2 штрафных броска         | Не в последние 2 мин. игры: 2 штрафных броска         |                                                       |                                                       | Последние 2 мин. игры                        | Последние 2 мин. игры                        | Последние 2 мин. игры                         | Последние 2 мин. игры                         | Последние 2 мин. игры                                      | Последние 2 мин. игры                                      |                                                            |                                                            |                                                            |                                                            |  |  |  |  |  |  |  |  |  |  |  |  |  |  |  |  |  |  |  |  |  |  |
|  |  |  |  |                               |                               |                               |                               |                                 |                                 |                                 |                                 |                                 |                                 |                             |                             |                               |                               | 2-очковый бросок 2 штрафных броска | 2-очковый бросок 2 штрафных броска | 2-очковый бросок 2 штрафных броска | 2-очковый бросок 2 штрафных броска | 2-очковый бросок 2 штрафных броска | 2-очковый бросок 2 штрафных броска |                 |                 | 3-очковый бросок 3 штрафных броска | 3-очковый бросок 3 штрафных броска | 3-очковый бросок 3 штрафных броска | 3-очковый бросок 3 штрафных броска | 3-очковый бросок 3 штрафных броска | 3-очковый бросок 3 штрафных броска |                             |                             | Не в последние 2 мин. игры: 2 штрафных броска | Не в последние 2 мин. игры: 2 штрафных броска | Не в последние 2 мин. игры: 2 штрафных броска         | Не в последние 2 мин. игры: 2 штрафных броска         | Не в последние 2 мин. игры: 2 штрафных броска         | Не в последние 2 мин. игры: 2 штрафных броска         |                                                       |                                                       | Последние 2 мин. игры                        | Последние 2 мин. игры                        | Последние 2 мин. игры                         | Последние 2 мин. игры                         | Последние 2 мин. игры                                      | Последние 2 мин. игры                                      |                                                            |                                                            |                                                            |                                                            |  |  |  |  |  |  |  |  |  |  |  |  |  |  |  |  |  |  |  |  |  |  |
|  |  |  |  |                               |                               |                               |                               |                                 |                                 |                                 |                                 |                                 |                                 |                             |                             |                               |                               |                                    |                                    |                                    |                                    |                                    |                                    |                 |                 |                                    |                                    |                                    |                                    |                                    |                                    |                             |                             |                                               |                                               |                                                       |                                                       |                                                       |                                                       |                                                       |                                                       |                                              |                                              |                                               |                                               |                                                            |                                                            |                                                            |                                                            |                                                            |                                                            |  |  |  |  |  |  |  |  |  |  |  |  |  |  |  |  |  |  |  |  |  |  |
|  |  |  |  |                               |                               |                               |                               |                                 |                                 |                                 |                                 |                                 |                                 |                             |                             |                               |                               |                                    |                                    |                                    |                                    |                                    |                                    |                 |                 |                                    |                                    |                                    |                                    |                                    |                                    |                             |                             |                                               |                                               |                                                       |                                                       | На игроке владеющим мячом: 2 штрафных броска          | На игроке владеющим мячом: 2 штрафных броска          | На игроке владеющим мячом: 2 штрафных броска          | На игроке владеющим мячом: 2 штрафных броска          | На игроке владеющим мячом: 2 штрафных броска | На игроке владеющим мячом: 2 штрафных броска |                                               |                                               | На игроке не владеющим мячом: 1 штрафной бросок и владение | На игроке не владеющим мячом: 1 штрафной бросок и владение | На игроке не владеющим мячом: 1 штрафной бросок и владение | На игроке не владеющим мячом: 1 штрафной бросок и владение | На игроке не владеющим мячом: 1 штрафной бросок и владение | На игроке не владеющим мячом: 1 штрафной бросок и владение |  |  |  |  |  |  |  |  |  |  |  |  |  |  |  |  |  |  |  |  |  |  |

1 Штрафные броски назначаются если команда набрала свыше 4 командных замечаний в четверти или более 3 в овертайме. Если команда не нарушила квоту персональных замечаний за 2 минуты до окончания периода, то засчитывается один фол и мяч вбрасывается сбоку нападающей командой. При подсчете командных замечаний фолы в нападении не учитываются.

2 При фоле в защите, совершенном во время и до вбрасывания мяча назначаются два штрафных броска независимо от ситуации.

3 В НБА, команда должна иметь пять игроков на площадке все время. Если на площадке меньше пяти игроков из-за травм и игроков с перебором персональных замечаний (6 фолов), и игрок получает свой шестой фол, он остается в игре и команда получает техническое замечание. За технический фол назначается один штрафной бросок и мяч остается у команды.